# Eva Vedder
Eva Vedder (* 23. November 1999) ist eine niederländische Tennisspielerin.

## Karriere
Vedder begann mit sechs Jahren das Tennisspielen und bevorzugt Sandplätze. Sie spielt vor allem auf der ITF Women’s World Tennis Tour, wo sie bereits drei Titel im Einzel und 27 im Doppel gewinnen konnte.

## Turniersiege

### Einzel
| Nr. | Datum          | Turnier                  | Kategorie | Belag | Finalgegnerin   | Ergebnis |
| --- | -------------- | ------------------------ | --------- | ----- | --------------- | -------- |
| 1.  | 12. Mai 2019   | Tabarka                  | ITF W15   | Sand  | Ani Wangelowa   | 6:1, 6:4 |
| 2.  | 28. Juli 2019  | Tabarka                  | ITF W15   | Sand  | Maëlys Bougrat  | 7:5, 6:3 |
| 3.  | 17. April 2022 | Santa Margherita di Pula | ITF W25   | Sand  | Lina Gjorcheska | 6:2, 6:3 |

### Doppel
| Nr. | Datum              | Turnier                  | Kategorie   | Belag     | Partnerin              | Finalgegnerinnen                           | Ergebnis          |
| --- | ------------------ | ------------------------ | ----------- | --------- | ---------------------- | ------------------------------------------ | ----------------- |
| 1.  | 14. Juli 2018      | Amstelveen               | ITF $15.000 | Sand      | Marlies Szupper        | Emily Appleton Dasha Ivanova               | 6:3, 6:4          |
| 2.  | 17. August 2018    | Oldenzaal                | ITF $15.000 | Sand      | Annick Melgers         | Dominique Karregat Eliessa Vanlangendonck  | 3:6, 6:2, [11:9]  |
| 3.  | 24. November 2018  | Stellenbosch             | ITF $15.000 | Hartplatz | Maya Tahan             | Stephanie Kent Anastasia Shaulskaya        | 6:3, 6:0          |
| 4.  | 1. Dezember 2018   | Stellenbosch             | ITF $15.000 | Hartplatz | Maya Tahan             | Jekaterina Makarowa Sari Stegmann          | 6:0, 6:4          |
| 5.  | 23. Februar 2019   | Monastir                 | ITF W15     | Hartplatz | Arianne Hartono        | Andrea Lázaro García Despina Papamichail   | 6:4, 3:6, [10:7]  |
| 6.  | 27. Juli 2019      | Tabarka                  | ITF W15     | Sand      | Stéphanie Visscher     | Elizabeth Danailova Chelsea Vanhoutte      | 2:6, 6:2, [10:5]  |
| 7.  | 3. August 2019     | Tabarka                  | ITF W15     | Sand      | Stéphanie Visscher     | Sowjanya Bavisetti Sravya Chilakalapudi    | 6:2, 6:2          |
| 8.  | 17. August 2019    | Oldenzaal                | ITF W15     | Sand      | Stéphanie Visscher     | Julia Kimmelann Anna Pribylowa             | 7:65, Aufgabe     |
| 9.  | 12. Oktober 2019   | Antalya                  | ITF W15     | Hartplatz | Stéphanie Visscher     | Anna Gabric Romy Kölzer                    | 6:3, 6:0          |
| 10. | 16. November 2019  | Cancun                   | ITF W15     | Hartplatz | Maya Tahan             | Allura Zamarripa Maribella Zamarripa       | 6:4, 4:6, [10:2]  |
| 11. | 25. Januar 2020    | Cancun                   | ITF W15     | Hartplatz | Stéphanie Visscher     | Mayuka Aikawa Utaka Kishigami              | 6:3, 6:4          |
| 12. | 17. Oktober 2020   | Funchal                  | ITF W15     | Hartplatz | Arianne Hartono        | Ingrid Gamarra Martins Beatriz Haddad Maia | 4:6, 6:1, [10:7]  |
| 13. | 1. Mai 2021        | Monastir                 | ITF W15     | Hartplatz | Stéphanie Visscher     | Emma Davis Erika Sema                      | 6:0, 6:4          |
| 14. | 24. Juli 2021      | Telawi                   | ITF W25     | Sand      | Stéphanie Visscher     | Victoria Bosio Angelica Moratelli          | 3:6, 6:4, [13:11] |
| 15. | 18. September 2021 | Johannesburg             | ITF W25     | Hartplatz | Stéphanie Visscher     | Amina Anschba Wlada Kowal                  | 6:4, 6:4          |
| 16. | 30. Oktober 2021   | Kirjat Motzkin           | ITF W25     | Hartplatz | Quirine Lemoine        | Maria Bondarenko Carole Monnet             | 6:0, 6:2          |
| 17. | 16. April 2022     | Santa Margherita di Pula | ITF W25     | Sand      | Lina Gjorcheska        | Lea Bošković Tena Lukas                    | 7:5, 6:2          |
| 18. | 16. Juli 2022      | Rom                      | ITF W60+H   | Sand      | Andrea Gámiz           | Estelle Cascino Camilla Rosatello          | 7:5, 2:6, [13:11] |
| 19. | 30. Juli 2022      | Cordenons                | ITF W60     | Sand      | Angelica Moratelli     | Yuliana Lizarazo Aurora Zantedeschi        | 6:3, 6:2          |
| 20. | 7. Oktober 2023    | Lissabon                 | ITF W40     | Sand      | Andrea Gámiz           | Tayisiya Morderger Yana Morderger          | 6:3, 6:2          |
| 21. | 27. April 2024     | Santa Margherita di Pula | ITF W35     | Sand      | Martyna Kubka          | Eleni Christofi Sapfo Sakellaridi          | 7:5, 6:3          |
| 22. | 5. Mai 2024        | Santa Margherita di Pula | ITF W35     | Sand      | Andrea Gámiz           | Laura Hietaranta Sapfo Sakellaridi         | 2:6, 6:2, [10:4]  |
| 23. | 6. Juli 2024       | Amstelveen               | ITF W35     | Sand      | Michaëlla Krajicek     | Wiktorija Kan Jekaterina Makarowa          | kampflos          |
| 24. | 17. August 2024    | Amstetten                | ITF W75     | Sand      | Yvonne Cavalle-Reimers | Miriam Škoch Jesika Malečková              | 6:3, 6:2          |
| 25. | 21. September 2024 | Santa Margherita di Pula | ITF W35     | Sand      | Aliona Bolsova         | Katharina Hobgarski Julie Štruplová        | 6:3, 6:3          |
| 26. | 12. Oktober 2024   | Cornellà de Llobregat    | ITF W100    | Hartplatz | Yvonne Cavalle-Reimers | Inès Ibbou Naïma Karamoko                  | 7:5, 7:65         |
| 27. | 25. Januar 2025    | Vero Beach               | ITF W75     | Sand      | Carmen Corley          | Julie Belgraver Jasmijn Gimbrère           | 6:2, 6:3          |